# Valerianaceae
Famille
Classification APG II (2003)
Classification APG III (2009)
Les Valérianacées sont une famille de plantes dicotylédones de l'ordre des Dipsacales qui comprenait plus de 300 espèces réparties en 15 genres.
Ce sont des plantes herbacées, quelquefois des arbustes des zones tempérées à tropicales sauf l'Afrique, Madagascar et l'Asie australe.
On peut citer dans la flore de France, la valériane (genre Valeriana) et la mâche ou doucette (genre Valerianella).

## Étymologie
Le nom vient du genre Valeriana qui, selon Théis : 

« (serait), selon Linné, (dérivé) d'un roi nommé Valère qui s'en servit le premier. Comme cette assertion n'est appuyée sur aucune autorité, il est plus naturel de croire que valere, signifiant, en latin, se bien porter, on aura donné ce nom à une plante très renommée en médecine. »

## Classification
La classification phylogénétique APG II (2003) suggère, optionnellement, d'inclure toutes les plantes de cette famille dans les Caprifoliacées sensu lato.
En classification phylogénétique APG III (2009) cette famille est invalide et ses genres sont incorporés dans la famille Caprifoliaceae.

## Liste des genres
Selon Angiosperm Phylogeny Website (17 mai 2010) :
- Aligera Suksd.
- Aretiastrum (DC.) Spach
- Astrephia Dufr.
- Belonanthus Graebn.
- Centranthus Lam. & DC.
- Fedia Gaertn.
- Nardostachys DC.
- Patrinia Juss.
- Phuodendron (Graebn.) Dalla Torre & Harms
- Phyllactis Pers.
- Plectritis (Lindl.) DC.
- Pseudobetckea (Hock) Lincz.
- Stangea Graebn.
- Valeriana L.
- Valerianella Mill.

## Quelques représentants plus connus de cette famille
- Centranthus

Centranthus ruber : Centranthe rouge, Valériane rouge ou Lilas d'Espagne
etc.
- Fedia

Fedia cornucopiae : Valériane africaine, Corne d'abondance
- Nardostachys

Nardostachys grandiflora (jatamansi) : Nard
Nardostachys sinensis (chinensis) : Nard chinois
- Valeriana

Valeriana dioica : Valériane dioïque
Valeriana locusta : Rampon
Valeriana officinalis : Valériane officinale
Valeriana tuberosa : Valériane tubéreuse
etc.
- Valerianella

Valerianella cupulifera : Doucette
Valerianella locusta : Mâche
etc.